# Piper sarmentosum
El lolot es una planta florida de la familia Piperaceae, cultivada parra que su hoja se utilice en la cocina laosiana y vietnamita para envolver la condimentación al asar carnes a la parrilla.

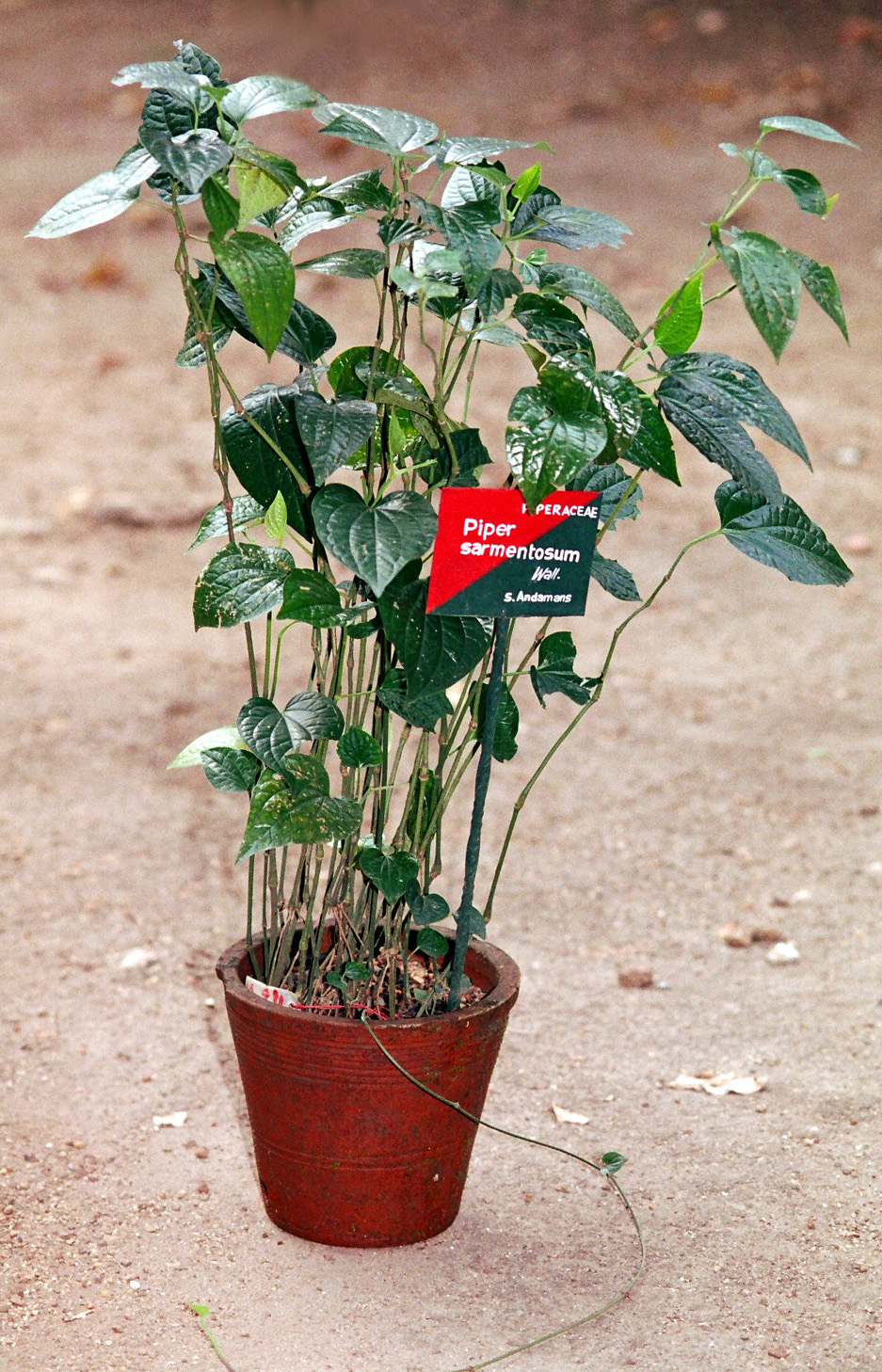
Vista de la planta

La práctica de envolver la carne en hojas se originó en Oriente Medio y fue llevado a la India por los persas.
Es nativo de la región de Indochina y fue introducido en los Estados Unidos por los emigrantes de Laos y Vietnam. También se utiliza con propósitos curativos en una amplia gama de síntomas de inflamación.

## Propiedades
Las hojas de P. sarmentosum se utilizan en la medicina tradicional asiática. El análisis químico ha demostrado que las hojas contienen el antioxidante naringenina. Las amidas de la fruta de P. sarmentosum han demostrado tener propiedades anti- tuberculosis y anti plasmodiales.

## Taxonomía
Piper sarmentosum fue descrita por William Roxburgh y publicado en Flora Indica; or descriptions of Indian Plants 1: 162–163. 1820.
Sinonimia
- Piper albispicum C. DC.
- Piper baronii C. DC.
- Piper brevicaule C. DC.
- Piper lolot C. DC.
- Piper pierrei C. DC.
- Piper saigonense C. DC.[5]